# 티엥 부파

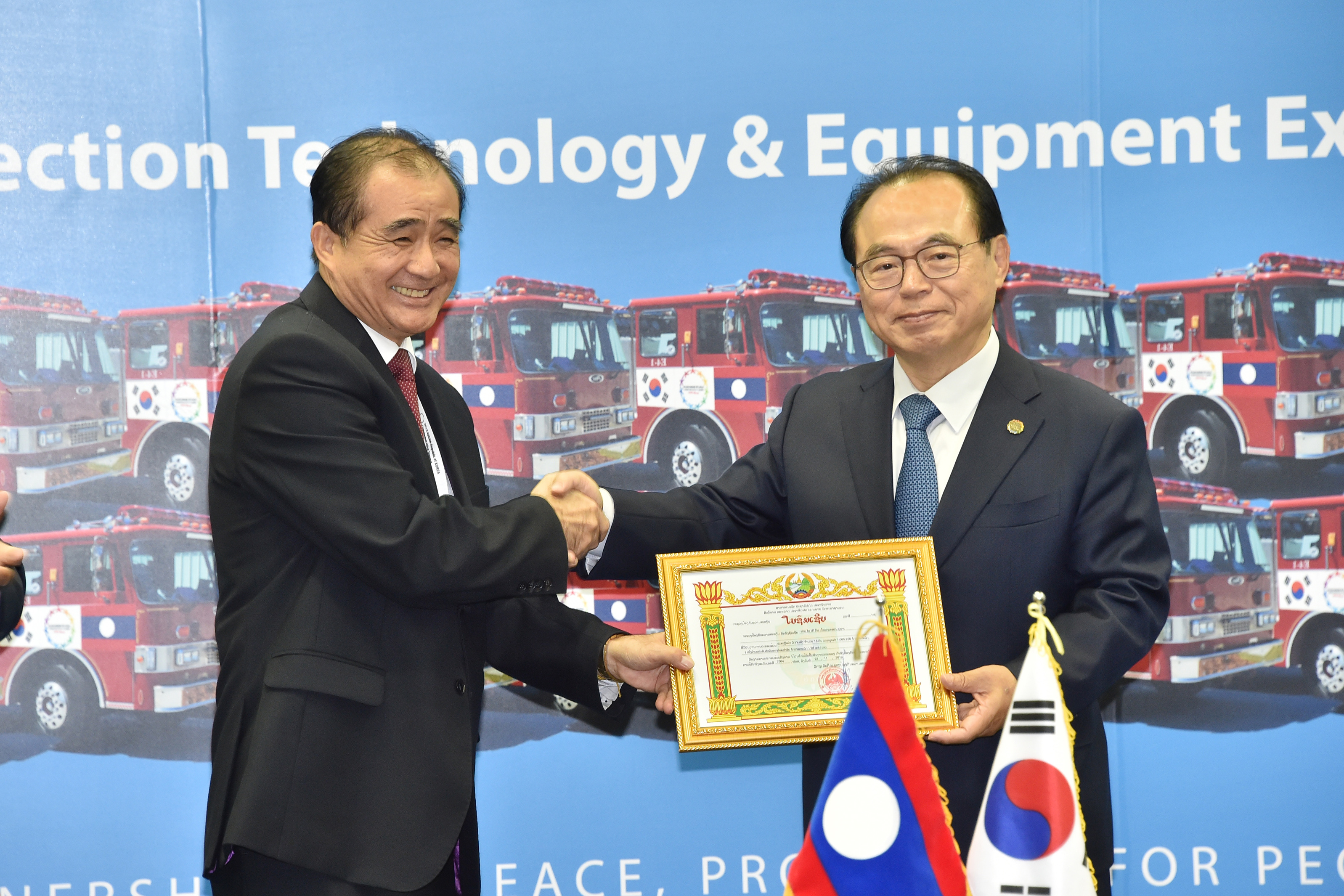
2019년 한-아세안 특별정상회의 부대행사인 소방차량 양여식에서 부산광역시장 오거돈과 악수하고 있다.

티엥 부파(Thieng Boupha)는 주한라오스대사관 대사를 역임한 라오스의 외교관이다.

## 경력
- 2019.02 : 주한라오스대사관 대사[3]
- 2013 : 주벨라루스라오스대사관 대사